# Oriveden Ponnistus 2017-2018
Questa voce raccoglie le informazioni riguardanti l'Oriveden Ponnistus nelle competizioni ufficiali della stagione 2017-2018.

## Organigramma societario
Area direttiva
- Presidente: Jouko Ronkainen

Area tecnica
- Allenatore: Zvonko Nikolić (fino a dicembre), Apostolos Oikonomou (da dicembre)
- Allenatore in seconda: Heikki Kosonen, Esko Syvänen

## Rosa
| N° | Nome              | Ruolo | Data di nascita  | Nazionalità sportiva |
| -- | ----------------- | ----- | ---------------- | -------------------- |
| 1  | Jalé Hervey       | S     | 18 luglio 1995   | Stati Uniti          |
| 2  | Henna Kilpeläinen | S     | 2 settembre 2000 | Finlandia            |
| 3  | Niina Ylönen      | C     | 27 ottobre 1994  | Finlandia            |
| 4  | Reetta Väisänen   | C     | 29 maggio 1986   | Finlandia            |
| 5  | Francyele Lemos   | O     | 6 aprile 1993    | Brasile              |
| 6  | Emilia Putkisaari | L     | 13 giugno 1998   | Finlandia            |
| 7  | Franciele Stedile | S     | 8 ottobre 1991   | Brasile              |
| 9  | Jessica Kosonen   | S     | 9 marzo 1997     | Finlandia            |
| 10 | Sanna Häkkinen    | L     | 19 marzo 1990    | Finlandia            |
| 11 | Anni Toivonen     | P     | 22 maggio 1996   | Finlandia            |
| 13 | Olga Vergidou     | P     | 17 dicembre 1991 | Grecia               |
| 14 | Saara Lepistö     | C     | 2 giugno 1994    | Finlandia            |
| 15 | Oona Viljanen     | S     | 7 ottobre 2003   | Finlandia            |
| 16 | Rita Timonen      | S     | 11 novembre 2000 | Finlandia            |
| 17 | Kerttu Kuivanen   | C     | 4 gennaio 2001   | Finlandia            |
| 18 | Daniele Batista   | S     | 7 novembre 1986  | Brasile              |
| 19 | Mona Kokko        | C     | 9 gennaio 1999   | Finlandia            |
| 20 | Anni Mäkinen      | O     | 20 gennaio 1986  | Finlandia            |

## Statistiche

### Statistiche dei giocatori
| Giocatrice     | L. Mestaruusliiga | L. Mestaruusliiga | L. Mestaruusliiga | L. Mestaruusliiga | L. Mestaruusliiga | Coppa di Finlandia | Coppa di Finlandia | Coppa di Finlandia | Coppa di Finlandia | Coppa di Finlandia | Challenge Cup | Challenge Cup | Challenge Cup | Challenge Cup | Challenge Cup | Totale | Totale | Totale | Totale | Totale |
| Giocatrice     | P                 | PT                | AV                | MV                | BV                | P                  | PT                 | AV                 | MV                 | BV                 | P             | PT            | AV            | MV            | BV            | P      | PT     | AV     | MV     | BV     |
| -------------- | ----------------- | ----------------- | ----------------- | ----------------- | ----------------- | ------------------ | ------------------ | ------------------ | ------------------ | ------------------ | ------------- | ------------- | ------------- | ------------- | ------------- | ------ | ------ | ------ | ------ | ------ |
| D. Batista     | 10                | 94                | 80                | 4                 | 10                | -                  | -                  | -                  | -                  | -                  | 1             | 13            | 11            | 0             | 2             | 11     | 107    | 91     | 4      | 12     |
| S. Häkkinen    | 27                | 0                 | 0                 | 0                 | 0                 | 3                  | 0                  | 0                  | 0                  | 0                  | 4             | 0             | 0             | 0             | 0             | 34     | 0      | 0      | 0      | 0      |
| J. Hervey      | 13                | 83                | 73                | 4                 | 6                 | 2                  | 7                  | 6                  | 1                  | 0                  | -             | -             | -             | -             | -             | 15     | 90     | 79     | 5      | 6      |
| H. Kilpeläinen | 4                 | 2                 | 2                 | 0                 | 0                 | 1                  | 1                  | 1                  | 0                  | 0                  | 2             | 2             | 0             | 2             | 0             | 7      | 5      | 3      | 2      | 0      |
| M. Kokko       | 2                 | 0                 | 0                 | 0                 | 0                 | -                  | -                  | -                  | -                  | -                  | -             | -             | -             | -             | -             | 2      | 0      | 0      | 0      | 0      |
| J. Kosonen     | 26                | 238               | 188               | 21                | 29                | 3                  | 30                 | 22                 | 1                  | 7                  | 4             | 35            | 27            | 2             | 6             | 33     | 303    | 237    | 24     | 42     |
| K. Kuivanen    | 0                 | 0                 | 0                 | 0                 | 0                 | -                  | -                  | -                  | -                  | -                  | -             | -             | -             | -             | -             | 0      | 0      | 0      | 0      | 0      |
| F. Lemos       | 23                | 346               | 295               | 36                | 15                | 3                  | 39                 | 32                 | 5                  | 2                  | 4             | 35            | 32            | 2             | 1             | 30     | 420    | 359    | 43     | 18     |
| S. Lepistö     | 26                | 231               | 153               | 51                | 27                | 3                  | 23                 | 17                 | 4                  | 2                  | 4             | 37            | 24            | 6             | 7             | 33     | 291    | 194    | 61     | 36     |
| A. Mäkinen     | 6                 | 10                | 9                 | 0                 | 1                 | -                  | -                  | -                  | -                  | -                  | -             | -             | -             | -             | -             | 6      | 10     | 9      | 0      | 1      |
| E. Putkisaari  | 13                | 0                 | 0                 | 0                 | 0                 | 2                  | 0                  | 0                  | 0                  | 0                  | 4             | 0             | 0             | 0             | 0             | 19     | 0      | 0      | 0      | 0      |
| F. Stedile     | 24                | 273               | 238               | 13                | 22                | 3                  | 54                 | 48                 | 4                  | 2                  | 3             | 44            | 41            | 0             | 3             | 3      | 371    | 327    | 17     | 27     |
| R. Timonen     | 0                 | 0                 | 0                 | 0                 | 0                 | -                  | -                  | -                  | -                  | -                  | 2             | 0             | 0             | 0             | 0             | 2      | 0      | 0      | 0      | 0      |
| A. Toivonen    | 24                | 4                 | 2                 | 0                 | 2                 | 2                  | 3                  | 2                  | 0                  | 1                  | 4             | 4             | 1             | 0             | 3             | 30     | 11     | 5      | 0      | 6      |
| R. Väisänen    | 12                | 39                | 22                | 13                | 4                 | -                  | -                  | -                  | -                  | -                  | 2             | 7             | 5             | 1             | 1             | 14     | 46     | 27     | 14     | 5      |
| O. Vergidou    | 27                | 93                | 24                | 36                | 33                | 3                  | 7                  | 1                  | 4                  | 2                  | 4             | 6             | 2             | 2             | 2             | 34     | 106    | 27     | 42     | 37     |
| O. Viljanen    | 1                 | 0                 | 0                 | 0                 | 0                 | -                  | -                  | -                  | -                  | -                  | 2             | 6             | 4             | 2             | 0             | 3      | 6      | 4      | 2      | 0      |
| N. Ylönen      | 25                | 104               | 48                | 38                | 18                | 3                  | 12                 | 8                  | 2                  | 2                  | 4             | 12            | 5             | 5             | 2             | 32     | 128    | 61     | 45     | 22     |

P = presenze; PT = punti totali; AV = attacchi vincenti; MV = muri vincenti; BV = battute vincenti